# Karangankidul
Karangankidul is een bestuurslaag in het regentschap Gresik van de provincie Oost-Java, Indonesië. Karangankidul telt 2622 inwoners (volkstelling 2010).